# 영연방의 기
영연방의 기는 영연방에서 사용되고 영연방을 대표하는 공식 깃발이다. 현재 디자인은 1976년에 채택된 디자인을 수정한 것으로, 2013년에 최종 확정되었다.

## 설명
이 깃발은 파란색 바탕에 금색의 영연방 상징으로 구성되어 있다. 상징의 중심에는 지구가 있는데, 이는 영연방의 세계적인 성격과 회원국의 폭넓은 구성을 나타낸다.

## 역사
이 깃발은 1973년 온타리오주, 오타와에서 열린 영연방 정부수반 회의에서 처음으로 제작된 차량 페넌트에서 발전하였다. 이 디자인은 초대 영연방 사무총장인 아놀드 스미스와 캐나다 총리 피에르 트뤼도 두 캐나다인에게 그 공로가 인정된다. 1976년 3월 26일에 공식적으로 채택되었다.

### 기존 디자인

1976년에 채택된 영연방기의 디자인

기존원래 디자인은 지구를 둘러싼 64개의 방사형으로 뻗어 나가는 대략 사각형 모양의 태양 광선이 특징이었다. 이 광선들은 'Commonwealth'의 'C'를 형성했다. 태양 광선의 수는 회원국 수를 나타내지 않았다(회원국이 64개였던 적은 없다). 대신, 이 많은 수는 영연방이 전 세계적으로 협력하는 다양한 방식을 나타냈다. 이 깃발은 팬톤 286을 사용했다.

### 2013년 재디자인
2013년, 지구는 기울어졌고 태양 광선의 수는 34개로 줄었다. 깃발에 사용된 색상도 약간 수정되었다. 깃발의 표준 비율은 3:5이지만, 호주와 영국처럼 1:2 비율을 사용하는 국가의 깃발에는 1:2 버전이 나타난다. 이 깃발은 팬톤 280을 사용했다.

## 사용
영연방의 기는 런던의 말버러 하우스, 즉 영연방 사무국 본부에서 일 년 내내 게양되며, 영연방 회의, 행사, 방문이 열리는 다른 장소(예: 영연방 정부수반 회의)에서는 제한된 기간 동안 게양된다.

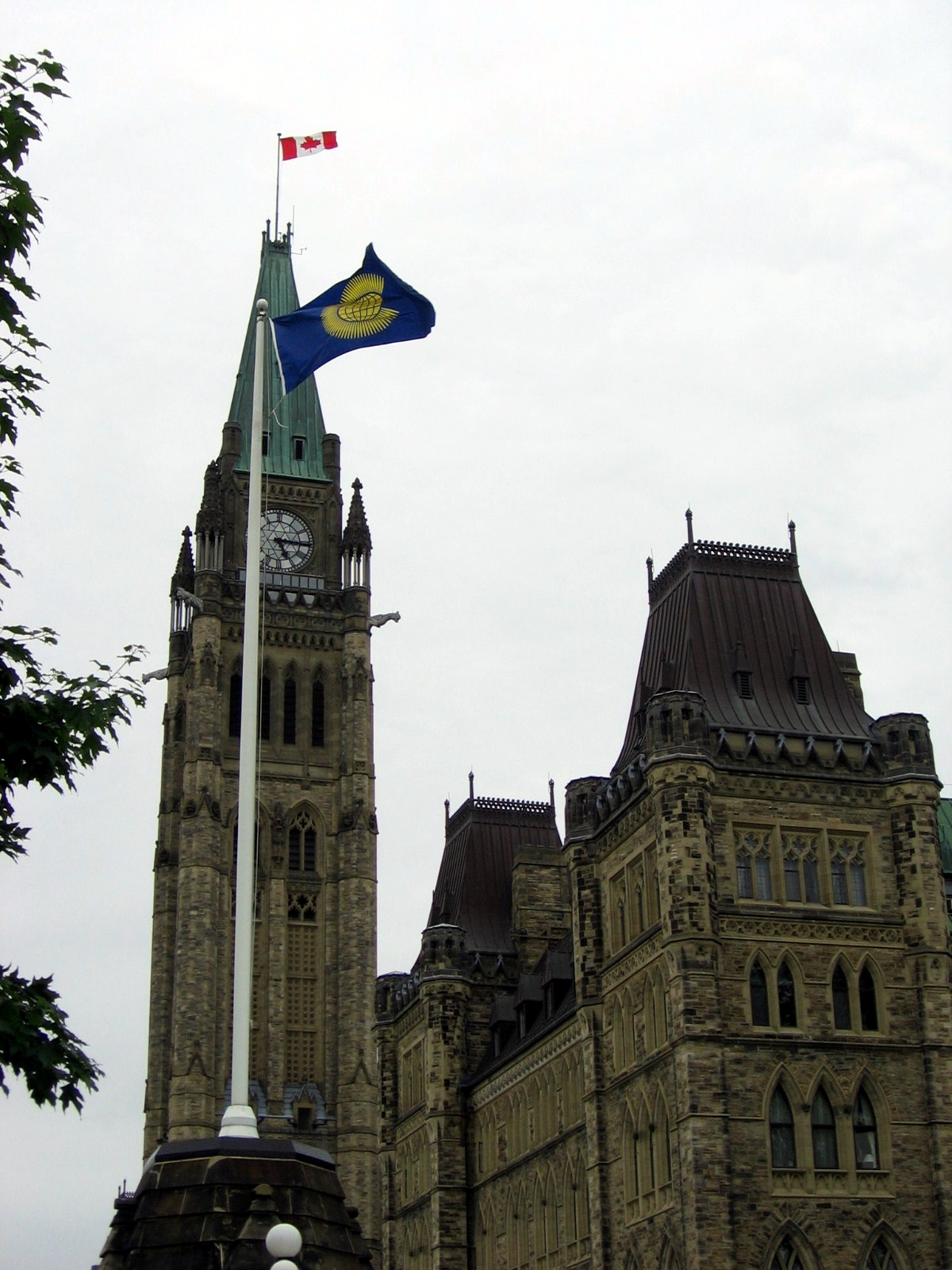
2010년 오타와 팔러먼트 힐의 캐나다 의회 건물에 게양된 원래 영연방기 디자인

2016년 9월 28일, 웨일스 국민의회의 웨일스 보수당 의원]인 모하마드 아스가르는 브렉시트 이후 유니언 잭과 웨일스의 국기 옆에 유럽 연합기를 대체할 것을 제안했다. 영연방기가 그 대체물이 될 수 있다고 제안되었다. 2020년 1월 31일, 브렉시트는 지브롤터-스페인 국경에서 유럽 연합기를 내리고 그 자리에 영연방기를 올리는 것으로 기념되었다.

### 영연방의 날
돈 매키넌 전 영연방 사무총장은 영연방의 날에 영연방기 게양을 장려하며, 사무총장실은 "유니언 잭이나 다른 회원국의 깃발이 53개 회원국과 그 국민들의 연합을 대표하는 영연방기를 대체하는 것은 아니다"라고 언급했다. 그러나 캐나다에서는 연방 정부가 두 번째 깃대 시설에 왕실 연합기를 게양하도록 지시하는데, 이 깃발이 캐나다에서 영연방 회원국으로서의 지위와 국왕에 대한 충성을 나타내는 지정된 상징이기 때문이다.
영국에서는 영연방의 날에 에든버러의 스코틀랜드 의회 건물에 유니언 기, 스코틀랜드 솔타이어, 매일 게양되는 유럽 연합기와 함께 영연방기가 게양된다. 2002년 벨파스트의 벨파스트 의회 건물 (북아일랜드)에서도 영연방의 날에 유니언 기와 함께 영연방기를 게양하는 유사한 조치가 취해졌다. 지브롤터에서도 영연방의 날에 지브롤터 수석장관 사무실인 6번 컨벤트 플레이스 세 번째 깃대에서 유니언 기와 지브롤터의 기와 함께 깃발이 게양된다.

## 코먼웰스 게임
코먼웰스 게임에서는 의례용 깃발이 사용되는데, 이 디자인은 수년간 상당히 변경되었다.

영국 제국 경기 대회 깃발 (1930–1950)
영국 제국 및 영연방 경기 대회 깃발 (1954–1966)
영국 영연방 경기 대회 깃발 (1970–1974)
코먼웰스 게임 깃발 (1978–1998)
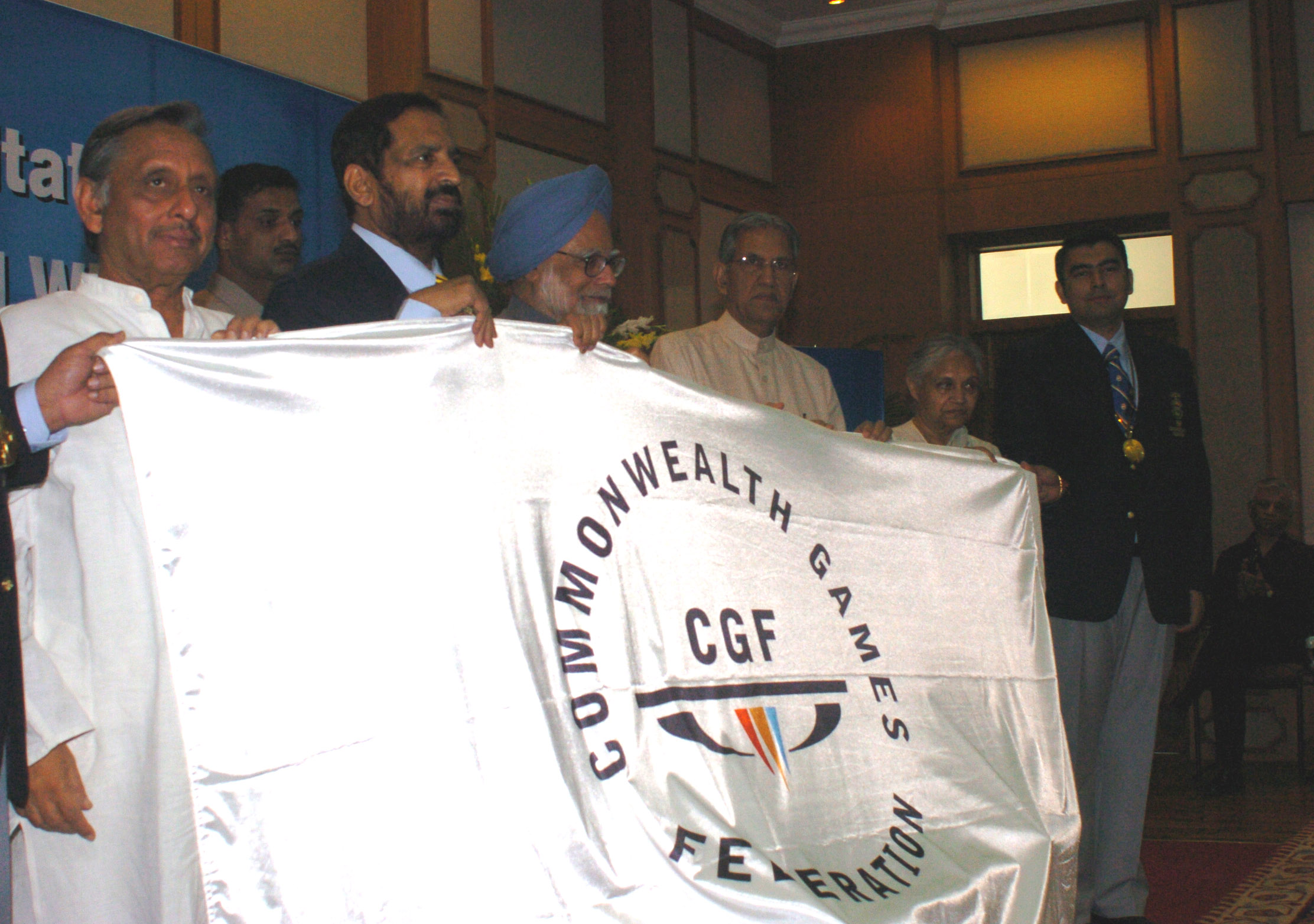
코먼웰스 게임 깃발 (2002–2018)
코먼웰스 게임 깃발 (2022–현재)

## 갤러리

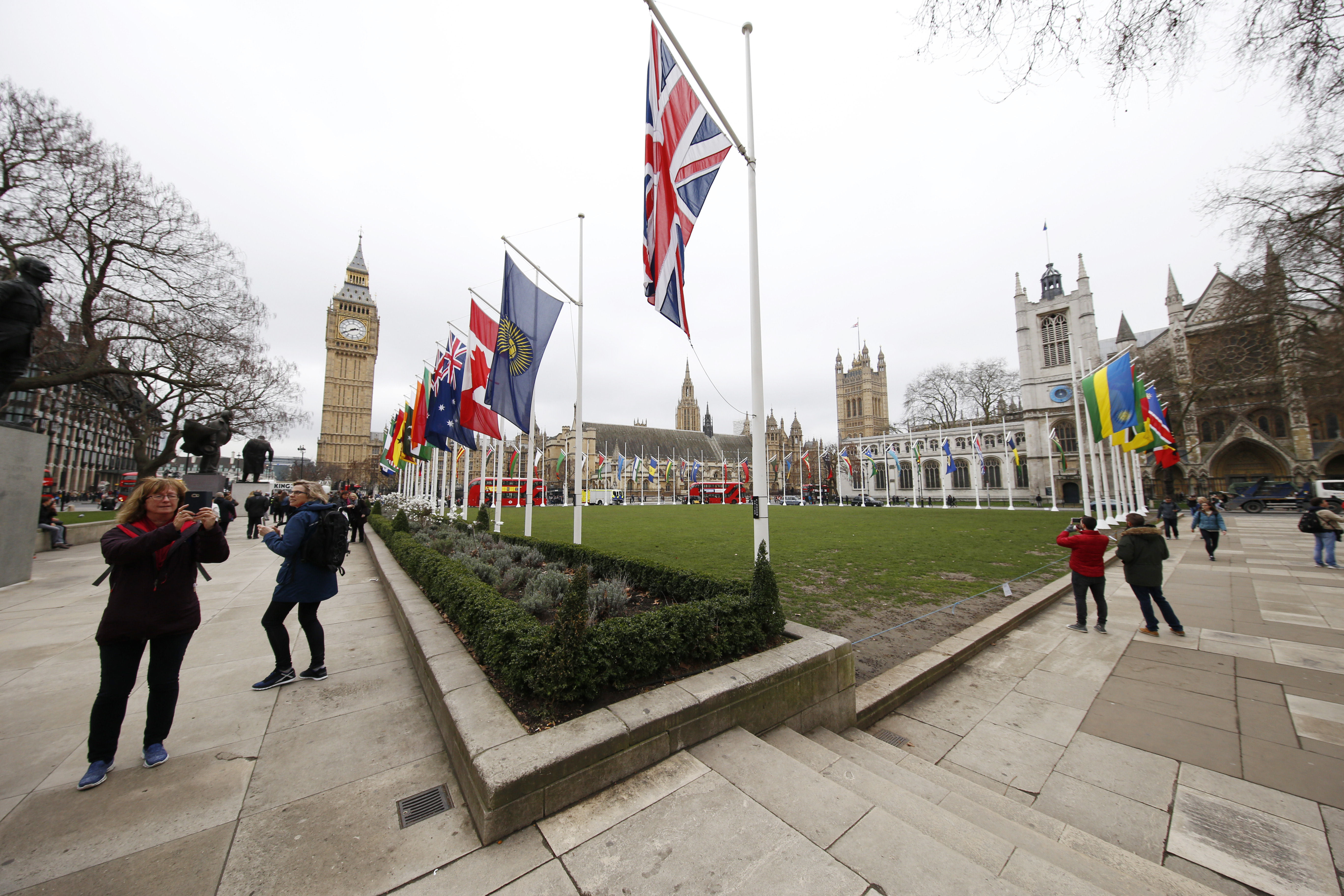
2017년 영연방의 날 팔러먼트 광장에 게양된 영연방기와 영연방 회원국 국기들

## 같이 보기
- 대영 제국 국기